# Центр давления
Центр давления — точка тела, в которой пересекаются: линия действия равнодействующей сил давления на тело окружающей среды и некоторая плоскость, проведённая в теле. Положение этой точки зависит от формы тела, а у движущегося тела — ещё и от свойств окружающей среды и направления движения. Например, для тел вращения она определяется как точка пересечения аэродинамической силы с плоскостью симметрии тела, перпендикулярной к плоскости, проходящей через ось симметрии и вектор скорости центра тяжести тела.
Для крыла самолёта центр давления — это точка пересечения линии действия аэродинамической силы с плоскостью хорд крыла. В общем случае его положение изменяется в зависимости от угла атаки. Но существует форма профиля — так называемый профиль с постоянным центром давления, для которого положение центра давления остаётся неизменным. При движении со сверхзвуковой скоростью из-за значительной сжимаемости воздуха центр давления значительно смещается назад.
Несовпадение центра жёсткости с центром давления и недостаточная жёсткость конструкции крыла могут стать причиной флаттера и последующего разрушения самолёта.